# Britannia High
Britannia High est une série télévisée britannique en neuf épisodes de 52 minutes créée par Arlene Phillips et David Ian, diffusé entre le 26 octobre et le 20 décembre 2008 sur ITV 1.
En France, la série a été diffusée à partir du 26 octobre 2009 sur W9 et rediffusée en avril 2010. Elle reste inédite dans les autres pays francophones.

## Synopsis
Mélange entre Un, dos, tres, S Club 7 et High School Musical, la série suit de jeunes talents de la musique qui progressent dans la Britannia High, une prestigieuse école de musique. Entre amour, danse, et chant, Claudine, Lauren, Lola, Jez, BB et Danny ne sont pas près d'oublier ce qu'ils vont vivre.

## Distribution
- Sapphire Elia (VFB : Tania Garbarski) : Claudine Cameron
- Georgina Hagen (VFB : Audrey D'Hulstère) : Lauren Waters
- Rana Roy (en) (VFB : Marcha Van Boven) : Lola Jonze
- Mitch Hewer (VF : Hervé Grull) : Danny Miller
- Marcquelle Ward (en) (VFB : Pablo Hertsens) : BB Simons
- Sophie Powles (en) (VFB : Séverine Cayron) : Ronnie Nuttal
- Matthew James Thomas (en) (VFB : Emmanuel Dekoninck) : Jez Tyler
- Mark Benton (en) (VFB : Bruno Georis) : Frank Nugent, le directeur de Britannia High et professeur de théâtre
- Adam Garcia (VFB : Philippe Allard) : Stefan, le professeur de dance
- Lorraine Pilkington (VFB : Nathalie Hugo) : Anna, le professeur de musique
- Michele Austin (en) (VFB : Bernadette Mouzon) : Doris Troy, la gouvernante de la maison où habitent les jeunes de la série

## Épisodes
| Numéro de l'épisode | Titre de l'épisode          | Personnage central   | Chanson(s) |
| --- | --------------------------- | -------------------- | --- |
| 1.01 | Let's Dance!                | Lauren               | "Start of Something", "Watch This Space" et "Best of Me" |
| C'est la "rentrée des classes" à Britannia High. Les jeunes artistes en profitent pour faire connaissance, Lauren et Danny échangent un premier regard amoureux qui en dit long sur la suite, confirmé par leur premier baiser en fin d'épisode. Les premiers cours débutent aussi et Lauren se trouve rapidement dépassée en dance, elle n'a en effet pas passé les examens d'entrée comme les autres, mais elle a été invitée par M. Nugent à rejoindre Britannia High en raison de sa magnifique voix. Le soir-même s'organise un concours informel où chacun montre son talent : BB et le "street dance", Lola et la dance moderne, ou encore Jez et les claquettes. À la fin de la semaine, c'est le premier spectacle du trimestre ; annoncé difficile, il est brillamment réussi par Lauren. Un dilemme s'offrait alors à elle, sortir de l'école ou se faire renvoyer : après sa prestation, il n'en est vraiment plus question. |                             |                      | |
| 1.02 | Les Mots pour le dire       | Danny                | "Changing Man", "I'm the Man" et "Missing Person" |
| L'idole des filles, Danny, reconnu pour son talent, est aussi le clown de la classe. Malheureusement, son professeur de musique a d'autres idées et attend de Danny qu'il livre des sujets universitaires aussi bons que ses pitreries. |                             |                      | |
| 1.03 | La Folie des grandeurs      | Jez                  | "Wake Up", "I Am Who I Am" et "Proud" |
| C'est l'anniversaire de Jez et ses amis préparent une fête surprise dans le cadre fabuleux de la Britannia High. Malheureusement, les choses tournent mal : les élèves découvrent que Jez cache de lourds secrets. Quand la vérité éclate au grand jour, Jez doit prendre de déchirantes décisions. |                             |                      | |
| 1.04 | Le Goût de la célébrité     | Lola                 | "Overnight Sensation", "Get Over Yourself", "Picking Up The Pieces" |
| Quand elle ne danse pas, Lola est la reine des commérages. Un jour, elle rencontre la star Matt Willis et flirte avec lui le temps d'une soirée. Elle saisit la chance de vendre son histoire à la presse people. Alors que son nouveau statut de célébrité lui monte à la tête, Lola découvre le coût réel de la gloire. |                             |                      | |
| 1.05 | L'Épreuve                   | BB                   | "Confessions", "Fight Song", "The Things That We Don't Say" |
| BB est né pour danser. Toutefois, son monde se trouve chamboulé quand Julius, son frère aîné, débarque à l'école. Il l'accuse d'être devenu quelqu'un d'autre depuis son inscription à la Britannia High. Touché par les propos de son frère et bien décidé à ne pas lui donner raison, BB se retrouve mêlé à un jeu dangereux aux conséquences désastreuses. Il est alors forcé de faire un choix qui changera sa vie pour toujours. |                             |                      | |
| 1.06 | Mauvais sort                | Claudine             | "You've Got Nothing On Me", "Wake The Dead" et "Growing Pains" |
| Claudine est follement amoureuse du playboy de l'école, Danny, mais celui-ci n'a d'yeux que pour Lauren. Lasse de toujours jouer les seconds rôles, Claudine met au point un plan visant à détruire Danny et sa relation avec Lauren. |                             |                      | |
| 1.07 | Journal intime              | Stefan/Lola          | "Body To Body", "Obsession" et "What Good Is Love?" |
| Lola est amoureuse du très sexy Stefan, le professeur de danse. Quand le groupe découvre que Lola parle de Stefan dans son journal, les esprits se déchaînent. Au sein de la Britannia High, les commérages sont incessants. Stefan doit admettre que son idylle avec une étudiante pourrait lui coûter sa carrière. |                             |                      | |
| 1.08 | Que le spectacle commence ! | Ronnie/Lauren        | "So High", "Weight Of The World" "Do It All Over Again", |
| Les rapports entre les élèves sont tendus et ne facilitent pas la préparation du spectacle. Les étudiants ont beaucoup travaillé, chacun meurt d?envie de briller lors de la représentation. Mais cette année, il y a une personne supplémentaire : la femme de service, Ronnie. Ayant toujours rêvé d'être une artiste, elle demande à Jez de lui donner quelques leçons pour la préparer. |                             |                      | |
| 1.09 | Le Grand Soir               | Tous les personnages | "Start of Something", "Without You", "Changing Man", "Best of Me", "Watch This Space", "Things That We Don't Say", "Wake Up", "Proud", "Body to Body", "Growing Pains" |
| Pour BB, Jez, Lauren, Claudine, Lola et Danny, la soirée la plus importante de leur vie va enfin commencer. Tous leurs efforts sont soumis au jugement des spectateurs. |                             |                      | |

## DVD
La série est aussi disponible en DVD seulement au Royaume-Uni :
- Saison 1 partie 1 : disponible depuis le 17 novembre 2008
- Saison 1 partie 2 : disponible depuis le 2 février 2009
- Saison 1 l'intégrale : disponible depuis le 27 avril 2010